# Stenobothrus umbrifer
Stenobothrus umbrifer är en insektsart som beskrevs av Walker, F. 1871. Stenobothrus umbrifer ingår i släktet Stenobothrus och familjen gräshoppor. Inga underarter finns listade i Catalogue of Life.